# 沃佩斯省
沃佩斯省（Departamento del Vaupés）是哥倫比亞東南部的一個省，東界巴西。南界阿帕波里斯河，沃佩斯河橫貫中部，省名因此而來。面積为54,135平方公里，2018年人口为44,928人。首府米圖。
1991年7月4日設省。下分六個自治市。